# Eric Vasström
Eric Wilhelm Vasström, född 27 november 1887 i Helsingfors, död 14 november 1958 på samma plats, var en finlandssvensk målare, tecknare, grafiker, skriftställare och kapten. Han var gift med Lolan Vasström.

## Biografi
Vasström, son till skomakaren Eric Severin Wasström och Augusta Westwrberg och från 1913 gift med recitatören Carola (Lolan) Landgren. Vasström studerade vid Centralskolan för konstflits kvällskurser 1904-1907 och Finska konstföreningens ritskola 1907–1909 samt vid Helsingfors universitets ritsal 1907–1908 där han avlade teckningslärarexamen 1908. Efter studierna arbetade han med tidningsteckning, måleri, grafik och från 1917 var han under många år anställd som välskrivnings- och teckningslärare i Helsingfors Svenska Lyceum, det svenska vuxenutbildningscentrumet Helsingfors, och vid Svenska handelshögskolan. Under 1910- och 1920-talet medarbetade han flitigt om tecknare i dags och tidskriftspress och utgav själv tidskriften Hovnarren 1917–1924. han företog ett stort anta studieresor till utlandet och vid upprepade tillfälle var han i Sverige för att måla stadsbilder från Stockholm och landskapsskildringar från Östergötland, Västergötland, Hälsingland och Jämtland. Under sin besök i Sverige målade han även porträtt av Gösta Ekman i Kanske en diktare, Anders de Wahl som Markurell, Folke Bernadotte i scoutdräkt och Manne Levinovitz bland hans finländska porträtt uppmärksammades det av Heikki Renvall. Separat ställde han ut ett flertal gånger i Finland bland annat i Helsingfors, Björneborg, Kotka, Mariehamn, Viborg, Åbo och i Sverige ställde han ut separat på bland annat Galerie Modern i Stockholm 1945 samt i Västerås, Skövde, Motala, Örebro, Gävle, Helsingborg, Östersund och Hudiksvall. Under sin livstid deltog han i flera samlingsutställningar i Finland, Stockholm 1924 och 1947, Köpenhamn 1925 och 1937, i Košice, Tjeckoslovakien, 1933, i Moskva 1934, i Riga och tre i Tyskland 1935 och i Budapest och Wien 1937. Han utvecklades till en framstående akvarellist och blev känd särskilt för sina huvudstadsmotiv samt skapade sig ett namn även porträttmålare, landskapstolkningar samt djurmålare med hästar som specialitet. 
Vasström var en framträdande person inom scoutrörelsen och tjänstgjorde bland annat som ordförande för Finlands svenska scoutförbund 1935—1939. Han tilldelades Pro Finlandia-medaljen 1954. Han utgav memoarböckerna Konstnärsfolk 1946 och Bland konstnärsfolk 1952. År 1923 utkom hans Gästfrihetens vådor  med historier som tidigare ingått i Hovnarren. Som tecknare utgav han Tuschgubbar och bläckhistorier 1916, Snitt och snack 1922 och Martin matkoilta 1924-1929 han utgav även läroboken Teknik, material och förfaringssätt inom konsten 1931 och Scoutboken Två pojkar 1937.

## Representation
Vasström målade särskilt porträtt och målningar med hästsport och hästar i arbete. Hans arbeten finns att se på Ateneum, Amos Andersons konstmuseum, Tavastehus konstmuseum, Nationalmuseum, Helsingfors stadsmuseum, Åbo konstmuseum, Borgå museum och Jakobstads museum. Förutom i Finland finns hans arbeten i Moderna museet i Stockholm, Pusjkinmuseet i Moskva, Viborgs museum, Skagens Museum i Danmark, Västerås konstmuseum och Hälsinglands museum.